# Liste des aéroports les plus fréquentés en Côte d'Ivoire
Les données présentant le trafic aérien passager de la Côte d'Ivoire sont issues de Wikidata, elles-mêmes généralement sourcées par les publications de l'Autorité nationale de l'aviation civile de la Côte d'Ivoire, comme celle-ci.

## En graphique
Pour des raisons techniques, il est temporairement impossible d'afficher le graphique qui aurait dû être présenté ici.

Voir la requête brute et les sources sur Wikidata.